# James Owen Dorsey
James Owen Dorsey, född 31 oktober 1848 i Baltimore, Maryland, död (tyfus) 4 februari 1895 i Washington D.C., var en amerikansk missionär och etnolog som dock blev mer känd genom sina arbeten inom två områden där han saknade formell utbildning, nämligen antropologi och särskilt lingvistik. Dorseys verksamhet inom de två sistnämnda områdena ledde till uppmärksammade resultat gällande de siouxspråkiga indianstammarna i Nordamerika.
Dorsey var i många avseenden autodidakt och lärde sig till exempel poncastammens språk på egen hand under sin tid som missionär hos dem 1871-73. Hans försök att skriva en avhandling om det avfärdades dock som ovetenskapligt. Trots det lyckades Dorsey 1879 bli utnämnd till expert på siouxernas språk och stamindelning vid det samma år grundade Bureau of American Ethnology. Om stamindelningen visste Dorsey vid den tidpunkten ännu just ingenting och hans kunskaper om de olika siouxstammarna blev heller aldrig så djupgående att de kan sägas ha haft en historisk dimension. Som en officiell myndighetsutredning 1962 konstaterade var Dorseys klassificering endast giltig för de senaste 150 åren av siouxernas historia.
Dorseys viktigaste arbete inom lingvistiken blev hans över 800-sidiga bok om omahaspråket. Boken innehöll också en etnografisk utredning som Dorsey knappast kunde hoppa över eftersom det var hans egentliga uppgift i sammanhanget. Boken innehöll också en socialantropologisk analys, vilket från professionell synpunkt var ett grovt övertramp.
Dorseys ahistoriska synsätt belastade också hans arbeten på det sättet att han försökte koppla ihop stammarnas historiska berättelser om deras ursprung med deras språkutveckling. Dorsey fick efteråt kraftig kritik av bland annat Paul Radin, en auktoritet på winnebagostammen inom socialantropologin. Radin visade hur Dorsey låtit sin språkliga analys påverkas av berättelsernas innehåll och när det gällde tolkningen av winnebagoernas namn på sig själva, Hotcaŋgara, till sist konstruerat en både språkligt och historiskt orimlig tolkning för att den skulle stämma överens med berättelsen.
I huvudsak måste man ändå betrakta Dorseys vetenskapliga verksamhet som framgångsrik, särskilt vad gäller den rent deskriptiva delen. Det var inte många detaljer han missade som observatör. Att hans egna språkliga tolkningar och historiska slutsatser om de olika siouxstammarnas namnskick, migrationer och inbördes relationer visat sig inte hålla för djupgående historiska och lingvistiska analyser anses av de flesta vara acceptabelt med tanke på att Dorseys insamlade material som sådant är ovärderligt.